# Mad World
"Mad World" er en sang skrevet af Roland Orzabal fra det britiske band Tears for Fears fra 1982. Sangen fik sin renæssance efter at være blevet brugt i filmen Donnie Darko i en version af Michael Andrews og Gary Jules. Siden er den også blevet brugt i en reklame for spillet Gears of War til Xbox 360 spillekonsollen.
Den er nu også blevet benyttet i den danske udgave af programmet X-Factor af deltageren Thomas.
| Musik | Spire Denne musikartikel er en spire som bør udbygges. Du er velkommen til at hjælpe Wikipedia ved at udvide den. |